# Червоний Лиман (Алчевський район)
Червоний Лима́н — село в Україні, у  Кадіївській міській громаді Алчевського району Луганської області. Населення становить 83 осіб. Орган місцевого самоврядування — Весняненська сільська рада.
Знаходиться на тимчасово окупованій території України.
Відповідно до Розпорядження Кабінету Міністрів України від 12 червня 2020 року № 717-р «Про визначення адміністративних центрів та затвердження територій територіальних громад Луганської області» увійшло до складу Кадіївської міської громади.

## Географія
Село розташоване на річці Комишуваха (права притока Лугані). Сусідні населені пункти: села Богданівка, Зарічне, селище Криничне і місто Кадіївка (все вище за течією Комишувахи) на південному заході, селища Криничанське на півдні, Яснодольськ на південному сході, села Хороше на сході, Петровеньки (нижче за течією Комишувахи) на північному сході, селище Сентянівка на півночі, села Бердянка, Весняне на північному заході, селище Тавричанське і місто Голубівка на заході.